# Schorszakspin
De schorszakspin (Clubiona corticalis) is een spinnensoort uit de familie struikzakspinnen (Clubionidae).
De vrouwtjes worden 7 tot 10 mm groot, de mannetje 7 tot 11 mm. De schorszakspin is een van de weinige struikzakspinnen die goed herkenbaar is. Het achterlijf is grijsbruin met een korte donkere streep in de gele bladvormige tekening. Soms is deze tekening onduidelijk, zoals op de afbeelding. Het prosoma is lichtbruin, evenals de poten. Deze spin leeft onder schors en stenen in naaldbossen, maar ook wel vlak bij gebouwen. De soort komt voor in Europa tot Centraal-Azië. De spin komt voor van april tot juli. De spinnetjes komen rond de vroege zomer uit en sterven meestal kort daarna. De overlevenden overwinteren in het nest voordat ze geslachtsrijp zijn.